# Hans von Wangenheim
Hans von Wagenheim (Georgenthal, 8 luglio 1858 – Costantinopoli, 25 ottobre 1915) è stato un diplomatico tedesco.

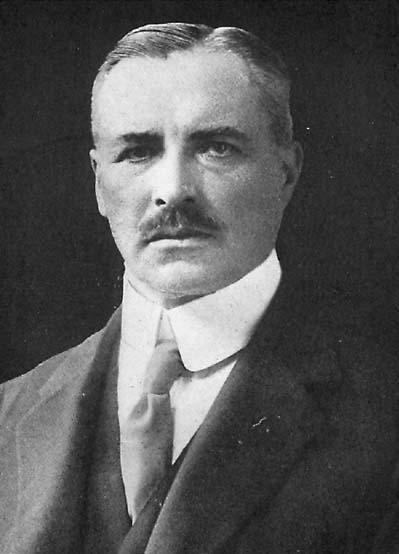
Hans von Wagenheim

Ricoprì numerosi incarichi diplomatici durante il secondo Reich. Dopo aver ricoperto l'incarico di addetto all'ambasciata di San Pietroburgo, nel 1888 divenne un diplomatico al servizio dell'imperatore Guglielmo II di Germania. Nel 1904 divenne ministro al Messico, nel 1908 resse la legazione di Tangeri, e nel 1909 fu ministro ad Atene. Nel 1912 fu nominato ambasciatore a Costantinopoli, allora un centro nevralgico e delicato della politica europea. Di simpatie dichiaratamente filo-ottomane, durante la prima guerra balcanica suggerì al Kaiser di intervenire a favore della Turchia, mentre nel 1913 ottenne la nomina del generale tedesco Otto Liman von Sanders a ispettore dell'esercito turco. Con lo scoppio della prima guerra mondiale divenne uno dei fautori dell'entrata in guerra della Turchia a fianco degli Imperi centrali.